# Šenokaulon
Šenokaulon (lat. Schoenocaulon), biljni rod iz porodice čemerikovki, dio je tribusa Melanthieae. Postoji dvadesetak vrsta trajnica raširenih po jugu SAD-a, Srednjoj Americi i Venezueli. Tipična je S. gracile A. Gray.
Vrsta S. officinale višegodišnja je biljka koja raste do 1 metar iz podzemne lukovice. Biljka se lokalno koristi kao insekticid. Sjeme se u prošlosti široko koristilo kao sredstvo za oslobađanje tijela i od unutarnjih i od vanjskih parazita - velike količine sjemena nekada su se izvozile iz Venezuele u Europu.

## Vrste
1. Schoenocaulon calcicola Greenm.
2. Schoenocaulon caricifolium (Schltdl.) A.Gray
3. Schoenocaulon comatum Brinker
4. Schoenocaulon conzattii Brinker
5. Schoenocaulon dubium (Michx.) Small
6. Schoenocaulon frameae Zomlefer & Judd
7. Schoenocaulon ghiesbreghtii Greenm.
8. Schoenocaulon ignigenum Frame
9. Schoenocaulon intermedium Baker
10. Schoenocaulon jaliscense Greenm.
11. Schoenocaulon macrocarpum Brinker
12. Schoenocaulon madidorum Frame
13. Schoenocaulon megarrhizum M.E.Jones
14. Schoenocaulon mortonii Brinker
15. Schoenocaulon oaxacense (Frame) Zomlefer & Judd
16. Schoenocaulon obtusum Brinker
17. Schoenocaulon officinale (Schltdl. & Cham.) A.Gray
18. Schoenocaulon pellucidum Frame
19. Schoenocaulon plumosum Frame
20. Schoenocaulon pringlei Greenm.
21. Schoenocaulon rzedowskii Frame
22. Schoenocaulon tenorioi Frame
23. Schoenocaulon tenue Brinker
24. Schoenocaulon tenuifolium (M.Martens & Galeotti) B.L.Rob. & Greenm.
25. Schoenocaulon texanum Scheele
26. Schoenocaulon tigrense Frame

## Sinonimi
- Asagraea Lindl.
- Sabadilla Brandt & Ratzeb.
- Skoinolon Raf.